# Colom verdós de Phayre
El colom verdós de Phayre (Treron phayrei) és una espècie d'ocell de la família dels colúmbids (Columbidae) que habita els boscos des de Nepal i nord-est de l'Índia, cap a l'est fins al sud-oest de la Xina i Indoxina. Considerat sovint una subespècie de Treron pompadora.